# Тетрабромоаурат(III) калия
Тетрабромоаурат(III) калия — неорганическое соединение, 
соль металла калия и золотобромистоводородной кислоты с формулой K[AuBr4],
красно-коричневые кристаллы,
растворяется в воде,
образует кристаллогидрат.

## Физические свойства
Тетрабромоаурат(III) калия образует красно-коричневые кристаллы.
Растворяется в воде и эфире.
Образует кристаллогидрат состава K[AuBr4]•2H2O, 
тёмно-коричневые кристаллы.
моноклинной сингонии,
пространственная группа P 21/n,
параметры ячейки a = 0,951 нм, b = 1,193 нм, c = 0,846 нм, β = 94,4°.